# Jost Clodt von Jürgensburg

Stammwappen der Clodt von Jürgensburg (1566)

Jost Clodt von Jürgensburg (auch Klot, latinisiert „Justus Claudius“; * 1517 vermutlich in Reval; † nach Juni 1572 in Riga) war ein baltischer Diplomat, polnischer Minister und Staatsmann im Ostseeraum. Er stammte aus dem deutsch-baltischen Adelsgeschlecht Clodt von Jürgensburg.

## Herkunft und Familie
Sein aus Deutschland stammender Vater Rolof Clodt war 1515 in Reval eingewandert, seine Mutter Grete Clodt war eine geborene von Letmaten. Jost war mit Anna von Wigand (von Wigant) verheiratet, ihr Sohn war Stephan Clodt von Jürgensburg.

## Werdegang
Jost C. studierte an der Universität Wittenberg und wurde 1537 Magister utr. jur. (Magister beider Rechte). Von 1550 bis 1560 war er Ratssyndikus zu Reval und vertrat die Angelegenheiten des Deutschen Ordens. Daraufhin wurde er vom Landmeister des Deutschen Ordens in Livland Heinrich von Galen am 1. September 1562 mit dem Rittergut Walküll belehnt. Gotthard Kettler, der erste Herzog von Kurland und Semgallen, erweiterte diese Belehnung auf zwei weitere Dörfer. In seiner Eigenschaft als Führer der dänischen Partei in Estland wurde er von der estländischen Ritterschaft und dem Stadtrat Revals als Abgesandter oftmals nach Dänemark und zur „Deutschen Hanse“ abgeordnet. Im Jahre 1560 beschloss er sich dem damaligen Ordensmeister des Deutschen Ordens Gotthart Kettler und der polnischen Partei in Livland anzuschließen. Er war nicht unerheblich an Kettlers Unterwerfung unter Polen beteiligt. Nach dem Unterwerfungsvergleich mit Polen wurde er 1561 in den Obersten Rat des Herzog Gotthard Kettlers berufen und am 22. März 1561 mit dem Ordensschloss Jürgensburg belehnt. In dieser Funktion wurde er zum „Mitbegründer des Herzogtums Kurland und Semgallen“. Von 1562 bis 1566 war er Kanzler und gehörte zum Kreis der vier Oberräte dieses Herzogtums. Danach war er zum königlich polnischen Staatssekretarius ernannt worden und 1568/69 Gesandter in Stockholm. 1570 führte in eine weitere diplomatische Aufgabe nach Stockholm an den königlichen Hof Johanns III. Als bevollmächtigter Minister war er 1570 Teilnehmer auf dem Stettiner Friedenskongress und galt als Friedensstifter zwischen Schweden und Dänemark.